# 菰田欣也
菰田 欣也（こもだ きんや、1968年 - ）は、中華料理（四川料理）の料理人・調理師である。師匠は陳建一。

## 来歴
1968年東京都品川生まれ。大阪あべの辻調理師専門学校卒業。1988年4月、赤坂四川飯店に入社。陳建一の下で修業を始める。陳建一が出演していた「料理の鉄人」ではスーシェフとして活躍した。1999年、陳建一麻婆豆腐店立川店をオープン。更に2001年にはszechwan restaurant陳　渋谷店の料理長として、料理だけでなく設計にも取り組む。2004年11月、第５回中国料理世界大会における個人熱菜部門で、日本人初となる金賞を受賞。2008年7月、szechwan restaurant陳及び四川飯店グループ総料理長に就任。2009年5月、日本中国料理協会「陳建民中国料理アカデミー賞」受賞。現在、レストランの総料理長を務める中、専門学校や料理教室の講師、イベントや料理番組にも多数出演している。
また、師匠の息子である陳建太郎を助手として面倒を見ていた時期もある。この最中に建太郎が料理人を辞めたいと言って来た時、建太郎の父であり、自身の師匠である陳建一に相談したところ、「お前説得しろ」とほぼ丸投げ状態にされ、３時間以上の説得の末に思い留まらせたことを『笑顔がごちそう ウチゴハン』の建太郎との出演時に語っている。

## テレビ出演
- 料理の鉄人 （フジテレビ）
- きょうの料理 （Eテレ）
- キッチンが走る! （NHK）
- きょうの健康 （NHK）
- ジョブチューン アノ職業のヒミツぶっちゃけます!　(TBSテレビ)

他

## 著書
- 菰田欣也のカンタン・チャイニーズ (2008年)
- 菰田欣也の中華料理名人になれる本 - おうち中華のコツがわかる (2014年)